# Schwarzhorn (Flüelapass)
Das Schwarzhorn ⓘ (auch: Flüela-Schwarzhorn) liegt etwa zwei Kilometer südlich des Flüelapasses in den Schweizer Alpen. Es ist die höchste Erhebung der Landschaft Davos und hat eine Höhe von 3146,2 m ü. M.
Seinen Namen erhielt das Schwarzhorn auf Grund seines von der Davoser Seite aus gesehen sehr dunklen Gesteins Amphibolit, durch das es wie ein dunkler Zacken weit herum zu sehen ist. Die Aussicht vom Schwarzhorn ist umfassend und reicht von den Walliser Alpen im Westen bis weit in die Ostalpen.
Über den vom Flüelapass her führenden Weg ist das Schwarzhorn leicht erreichbar, es gilt als einer der am leichtesten zugänglichen 3000er der Alpen. Im Sommer wird es sehr häufig besucht, im Frühjahr ist es ein beliebter Skiberg.

## Lage und Umgebung
Das Schwarzhorn ist Namensgeber der Schwarzhorn-Kette, einer Untergruppe der Albula-Alpen. Über den Gipfel verläuft die Gemeindegrenze zwischen Davos und Susch. Das Schwarzhorn wird im Südwesten durch das Dischmatal und im Osten durch das Val Susasca eingefasst.
Zu den Nachbargipfeln gehören das Chlein Schwarzhorn (2968 m), das Flüela Wisshorn (3085 m), der Piz Radönt (3065 m), das Radüner Rothorn (3022 m), das Bocktenhorn (3044 m), das Sattelhorn (2981 m) sowie das Börterhorn (2697 m). Vom Radüner Rothorn ist das Schwarzhorn durch die Schwarzhornfurgga (2880 m) getrennt.
Auf der Nordflanke besitzt das Schwarzhorn einen Gletscher, den Schwarzhorngletscher.
Talorte sind Davos und Susch. Häufige Ausgangspunkte sind die Flüelapassstrasse oder das Dischmatal.

## Sonnenaufgang und Sonnenuntergang

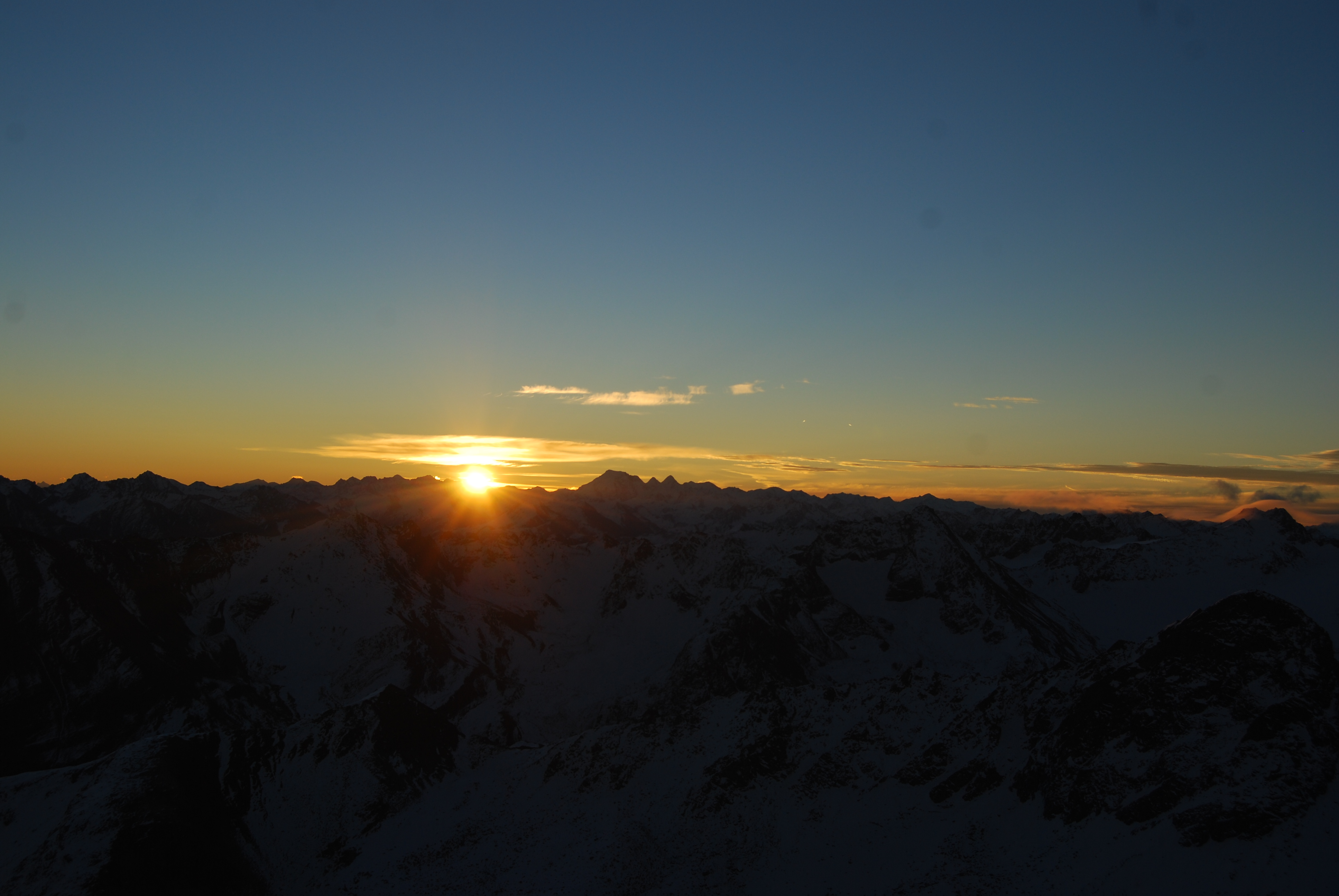
Sonnenaufgang auf dem Schwarzhorn.

Beim Start vom Flüelapass über den Südkamm (Schwarzhornweg) ist der Aufstieg relativ kurz und der Weg gut erkennbar. Deshalb wird das Schwarzhorn sowohl im Sommer wie auch im Winter oft bereits am frühen Morgen mit Stirnlampen bestiegen um bei Sonnenaufgang auf dem Gipfel zu sein. Ebenso wird häufig der Sonnenuntergang auf dem Schwarzhorn bewundert und der Rückweg in der Dämmerung unternommen.

## Routen zum Gipfel

### Über den Südkamm (Schwarzhornweg)
- Ausgangspunkt: Flüelapassstrasse (2332 m, 15 min ab Hospiz Richtung Susch)
- Via: Schwarzhornfurgga
- Als Wanderweg weiss-rot-weiss markiert
- Schwierigkeit: T3
- Zeitaufwand: 3 Stunden

### Vom Dischmatal
- Ausgangspunkt: Schürlialp (1957 m) oder Dürrboden (2007 m)
- Route: Giementälli, Schwarzhornfurgga
- Schwierigkeit: T4
- Zeitaufwand: 3 Stunden

### Von der Chamanna da Grialetsch via Fuorcla da Radönt
- Ausgangspunkt: Chamanna da Grialetsch (2542 m)
- Route: Fuorcla Radönt, Schwarzhornfurgga
- Als Wanderweg weiss-rot-weiss markiert
- Schwierigkeit: T3
- Zeitaufwand: 2¾ Stunden

### Von der Chamanna da Grialetsch  via Rothorn Furgga
- Ausgangspunkt: Chamanna da Grialetsch (2542 m)
- Route: Rothorn Furgga, Radüner Rothorn oder Vadret da Radönt, Schwarzhornfurgga
- Schwierigkeit: T4
- Zeitaufwand: 2½ Stunden

### Über den Südwestgrat
- Ausgangspunkt: Schürlialp (1957 m) oder Dürrboden (2007 m)
- Schwierigkeit: ZS-
- Zeitaufwand: 3½ Stunden

### Über den Nordgrat
- Ausgangspunkt: Flüela-Ospiz (2383 m) oder Schürlialp (1957 m)
- Schwierigkeit: ZS
- Zeitaufwand: 3½-4 Stunden

### Über den Ostgrat
- Ausgangspunkt: Flüelapassstrasse (2391,5 m)
- Schwierigkeit: WS
- Zeitaufwand: 3 Stunden

### Winterroute vom Flüelapass
- Ausgangspunkt: Flüelapassstrasse (2303,2 m), 1,5 km südöstlich des Flüela-Ospiz, auf der Engadiner Seite
- Via: Schwarzhornfurgga
- Schwierigkeit: Guter Skifahrer
- Zeitaufwand: 2½ Stunden
- Alternative: Vom Flüela-Ospiz (2383 m) direkt nach Südosten unter P. 2780 zur Schwarzhornfurgga
- Abfahrt: Anstiegsroute

### Winterroute von der Chamanna da Grialetsch
- Ausgangspunkt: Chamanna da Grialetsch (2542 m)
- Route: Fuorcla da Grialetsch, Fuorcla Radönt, Vadret da Radönt, Schwarhornfurgga
- Schwierigkeit: Guter Skifahrer
- Zeitaufwand: 3 Stunden
- Abfahrt: Anstiegsroute

## Galerie

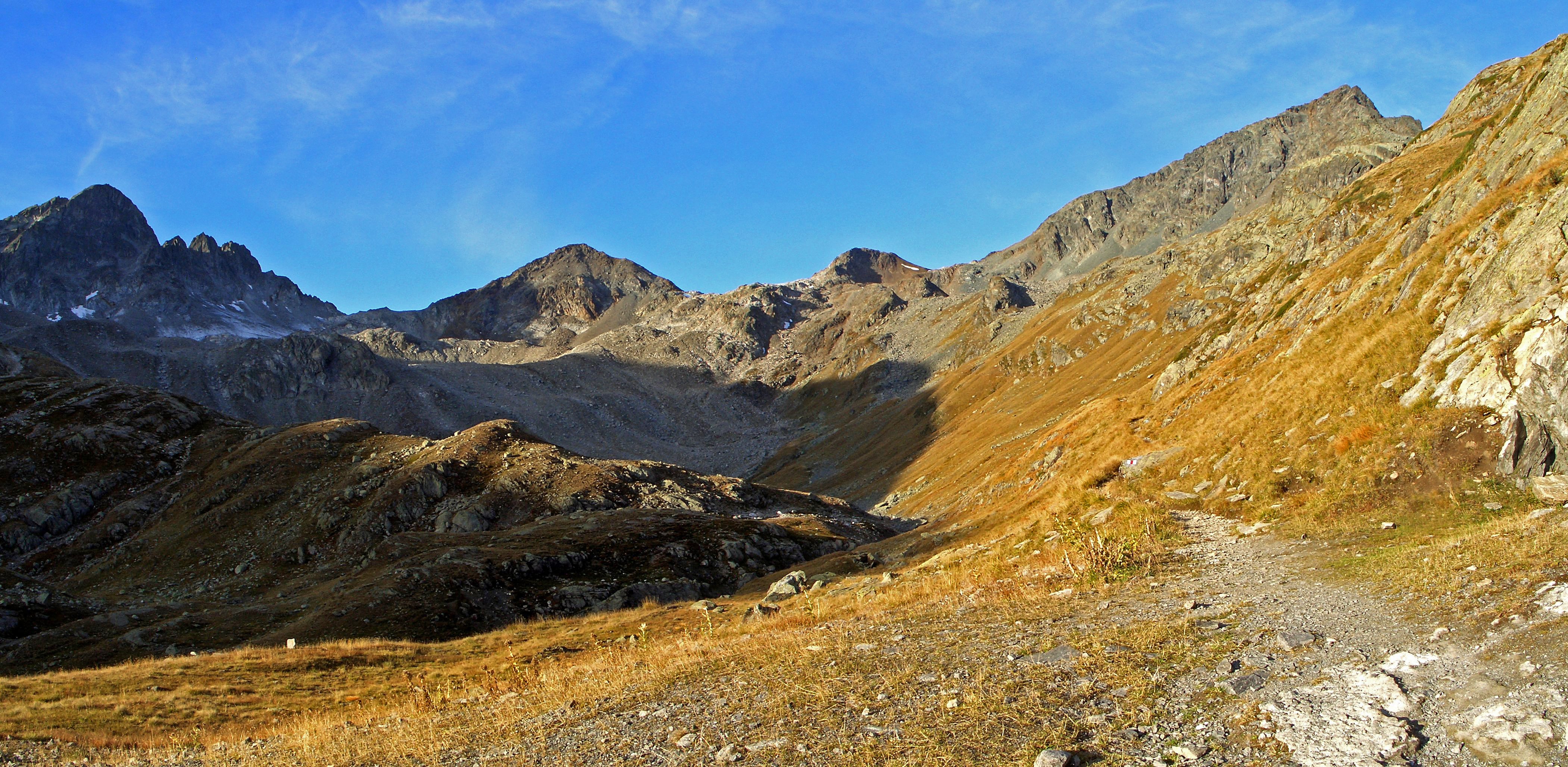
Von links nach rechts: Piz Radönt 3065 m, Radüner Rothorn 3022 m und rechts Flüela Schwarzhorn 3146 m
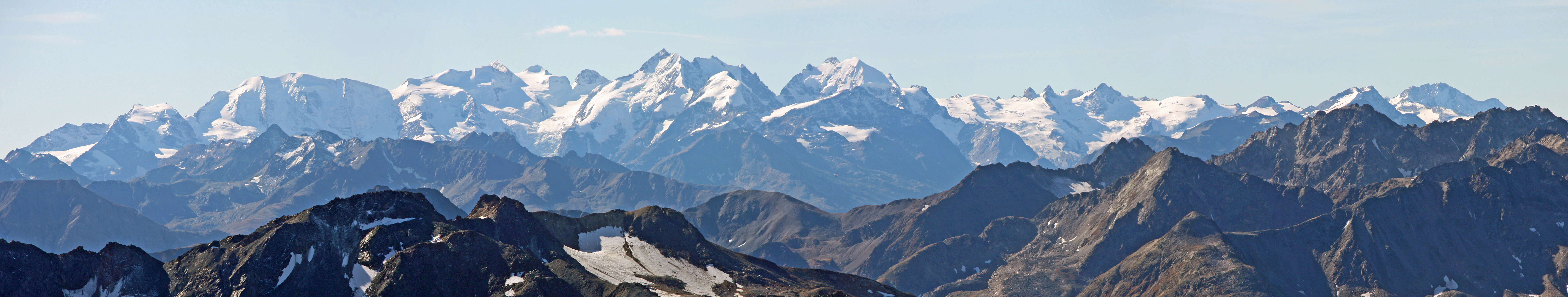
Panorama der Bernina-Gruppe vom Flüela-Schwarzhorn. Knapp links der Bildmitte der Biancograt, links davon der Piz Palü.
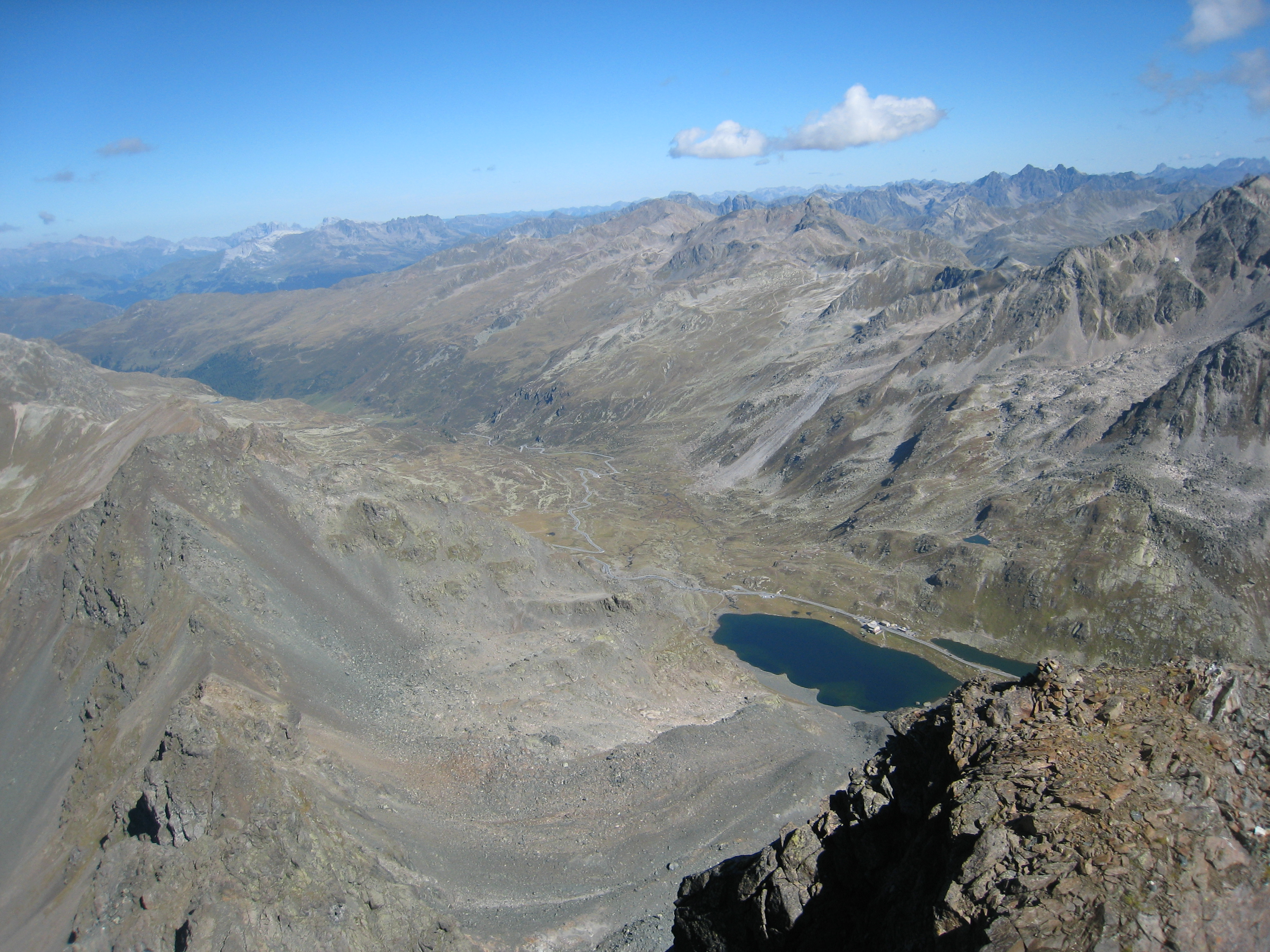
Flüelapass vom Schwarzhorn aus gesehen.
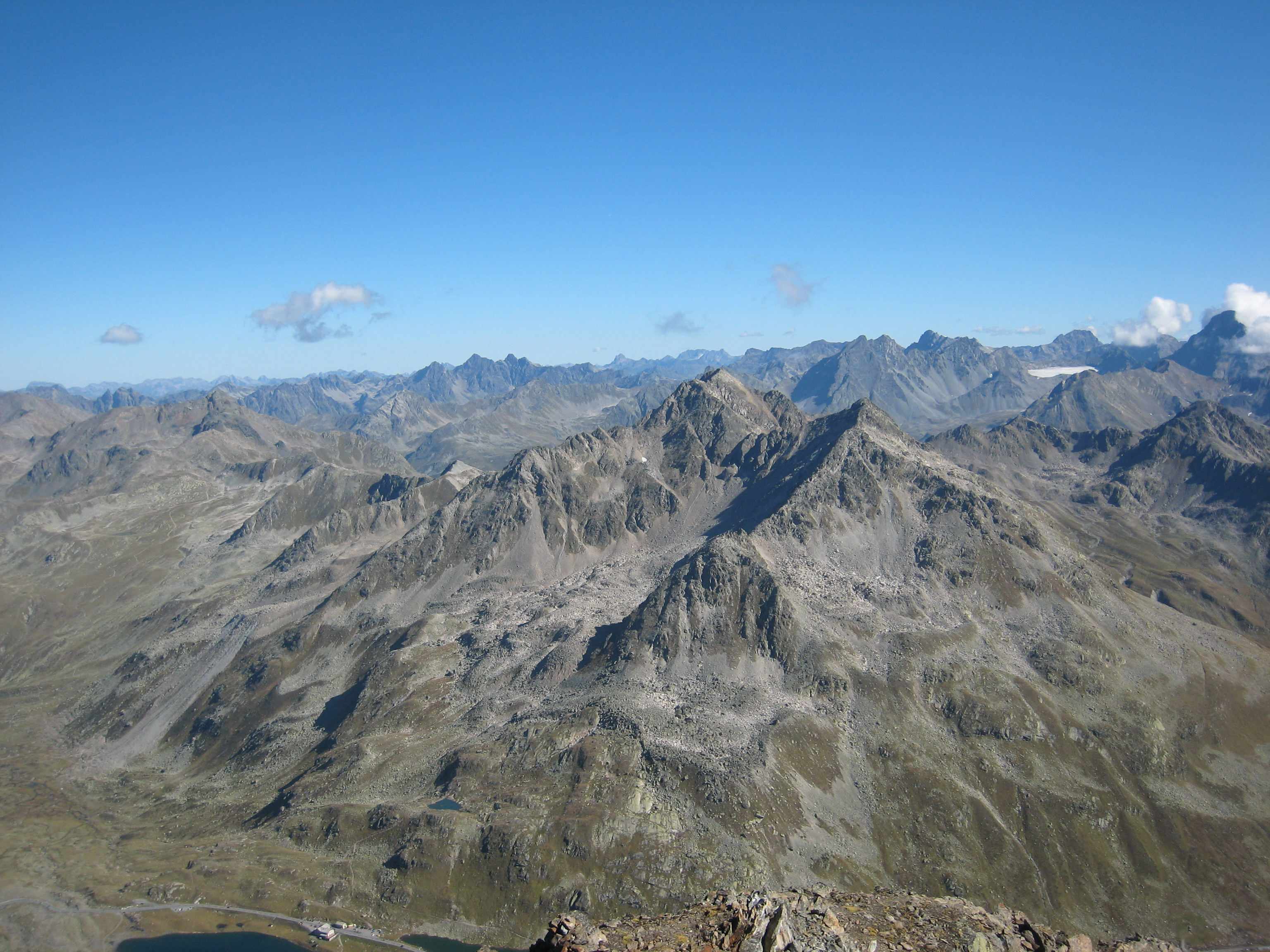
Flüela Wisshorn vom Schwarzhorn aus gesehen.
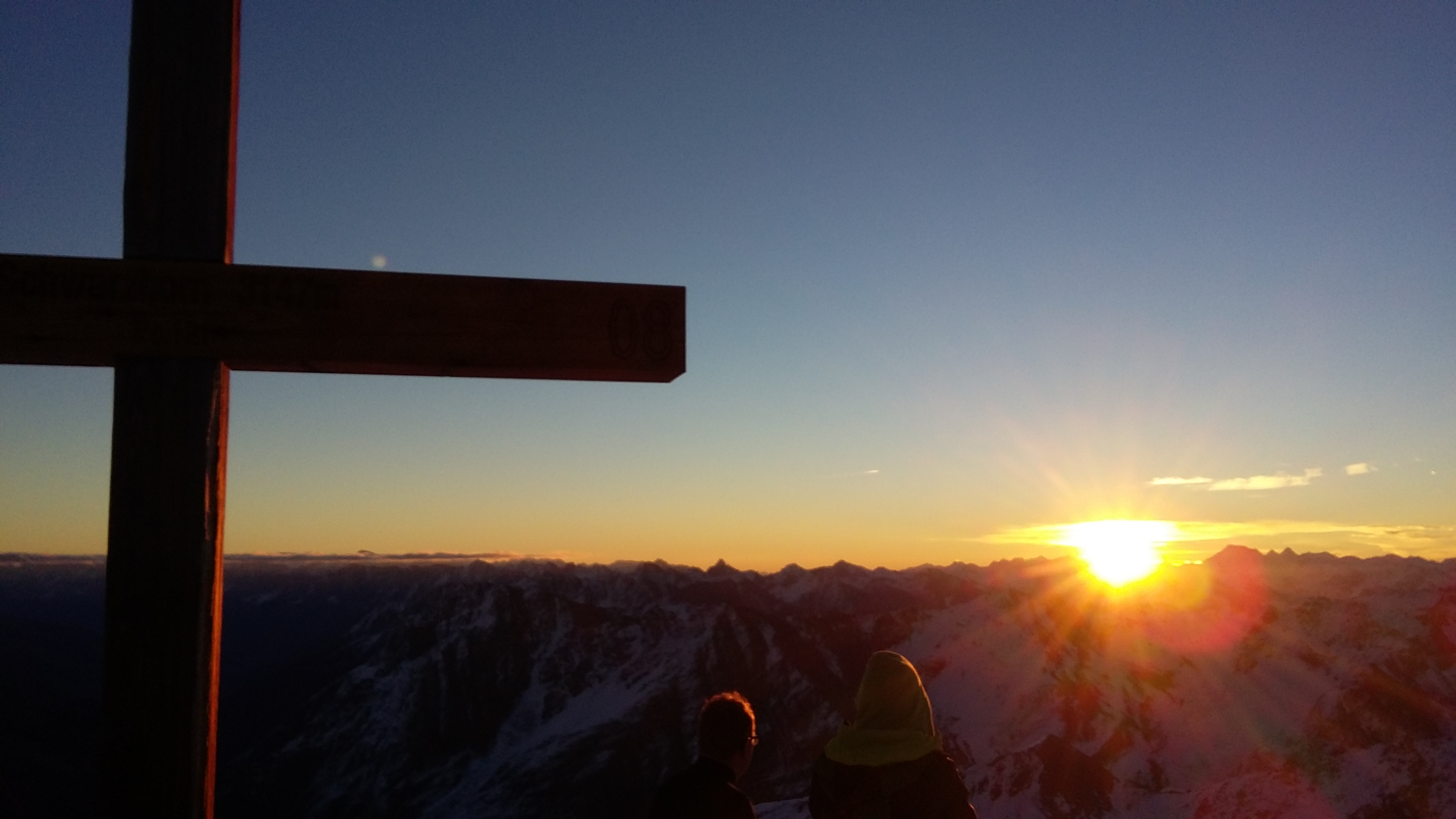
Sonnenaufgang auf dem Schwarzhorn.
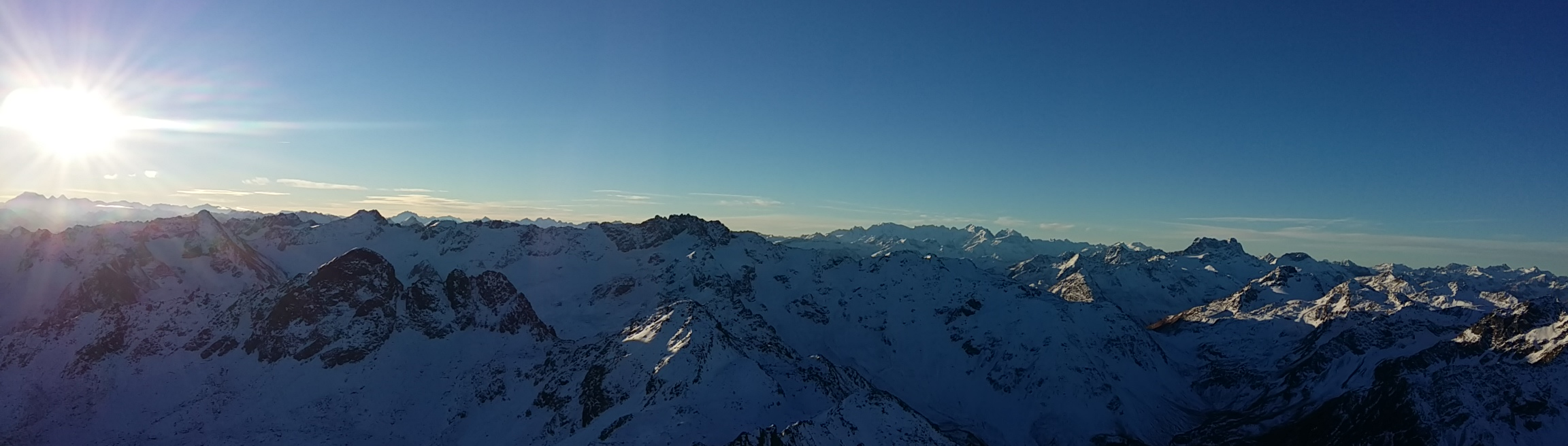
Sonnenaufgang auf dem Schwarzhorn.